# Bad Salzungen

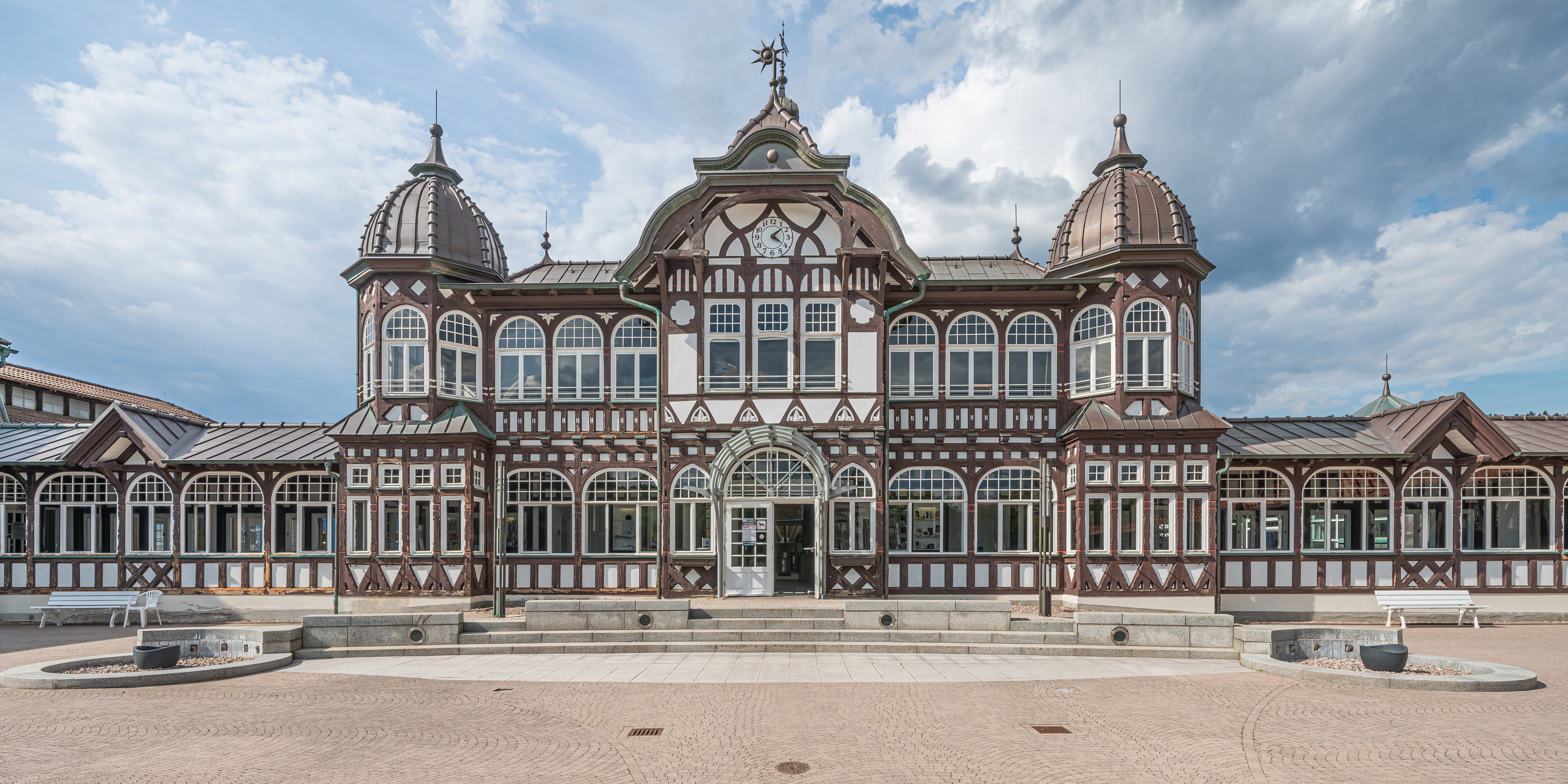

Bad Salzungen este un oraș din landul Turingia, Germania.

## Personalități
- Alexander Zickler(n. 1974), fotbalist

1. ↑  Alle politisch selbständigen Gemeinden mit ausgewählten Merkmalen am 31.12.2018 (4. Quartal) (în germană), Statistisches Bundesamt[*], arhivat din original la 10 martie 2019, accesat în 10 martie 2019